# 广西地海椒
广西地海椒（学名：Archiphysalis kwangsiensis）为茄科地海椒属下的一个种。